# Madame Grès

Balklänning i taftsiden designad av Madame Grès.

Madame Grès, även känd som Alix, född Germaine Émilie Krebs 30 november 1903 i Paris, död 24 november 1993 i Paris, var en fransk modeskapare och kostymör. Hon öppnade sitt första modehus, La Maison Alix, i Paris 1932. Följande år bildade hon och medarbetaren Juliette Barton märket Alix Barton, men ett år senare, 1934, avslutades samarbetet.

## Biografi
Madame Grès gifte sig med ryssen Serge Czerefkov och började år 1942 att skapa kläder under namnet Madame Grès (Grès är ett anagram av makens förnamn). Madame Grès blev känd för sina påkostade sidenklänningar samt grekiskinspirerade klänningar i jersey med plisseringar och draperingar.
År 1947 blev hon riddare av Hederslegionen och år 1976 tilldelades hon Dé d'Or (”Den gyllene fingerborgen”), som utdelas av Chambre Syndicale de la Haute Couture.

## Bildgalleri

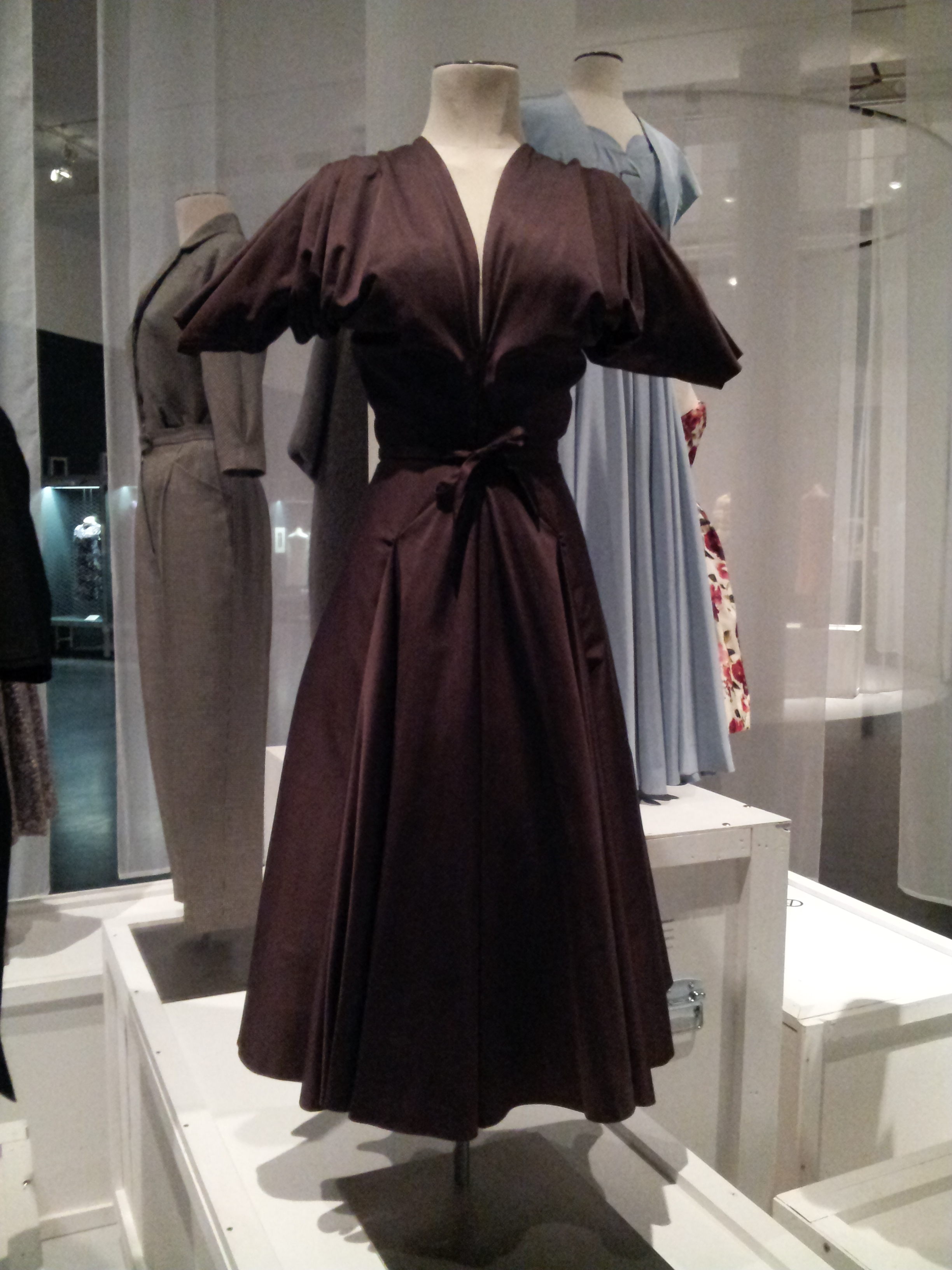
Klänning i taftsiden.